# Torricella
Pour la localité suisse du Tessin, voir Torricella-Taverne.
Torricella est une commune italienne d'environ 4 100 habitants de la province de Tarente, dans la région des Pouilles. Elle se situe au bord de la mer Ionienne, sur le versant occidental de la péninsule du Salento.

## Géographie
La commune est divisée en trois parties distinctes :
- le village de Torricella proprement dit, chef-lieu situé dans les terres à 5 km de la mer ;
- la frazione de Torre Ovo-Librari-Trullo di Mare, plus connue comme Marina di Torricella, située sur le littoral ;
- la frazione de Monacizzo située entre les deux.

## Économie

### Tourisme
La Marina di Torricella est une belle destination touristique car elle offre des paysages magnifiques, des falaises de Torre Ovo jusqu'aux plages caribéennes de ses autres hameaux. Elle comporte trois centres :
- Torre Ovo (ou Torre dell'Ovo) est le centre le plus oriental. Il est appelé ainsi parce qu'il est très proche de la tour sarrasine, qui lui donne son nom, mais il se trouve en fait sur un terrain qui appartient administrativement à la municipalité de Maruggio ;
- Librari est situé entre Torre Ovo et Trullo di Mare (ou Truglione) ;
- Trullo di Mare (ou Truglione) est le hameau le plus occidental qui continue avec le même nom dans la municipalité de Lizzano.

Vous pourrez également profiter d'un panorama qui embrasse toute la côte ionienne, de Gallipoli à la Calabre.

## Administration
| Période                                  | Période  | Identité       | Étiquette | Qualité |
| ---------------------------------------- | -------- | -------------- | --------- | ------- |
| 30 mai 2006                              | En cours | Giuseppe Turco |           |         |
| Les données manquantes sont à compléter. |          |                |           |         |

### Hameaux
Monacizzo.

### Communes limitrophes
Lizzano, Maruggio, Sava.